# آجر

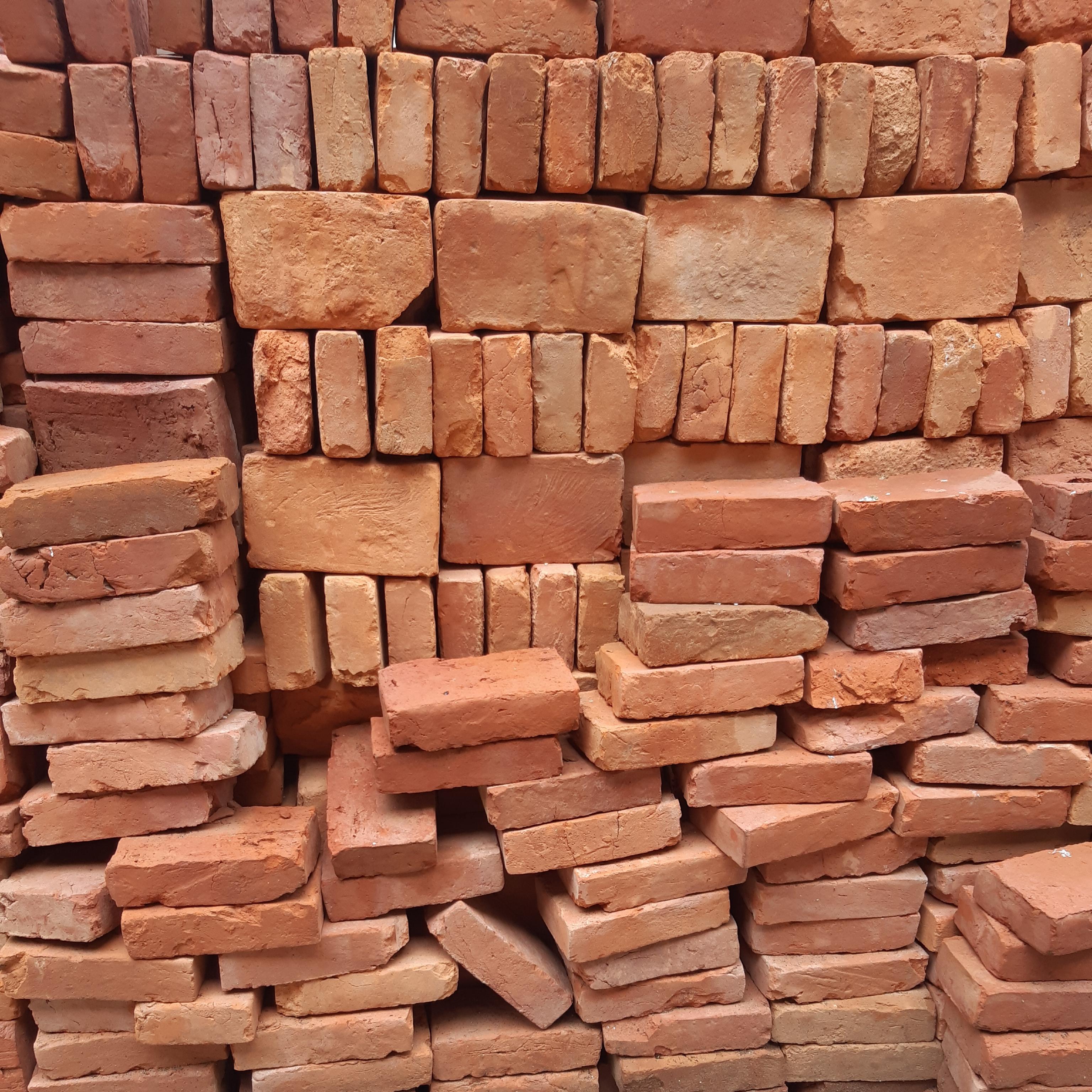
آجرهای پخته شده

آجُر (به انگلیسی: Brick) یکی از مصالح ساختمانی است که به‌صورت بلوک‌ هایی از جنس خاک رُس و مواد دیگر ساخته شده است و در بنایی برای ساخت دیوارها و سایر بخش‌های سازهٔ در حال ساخت، مورد استفاده قرار می‌گیرد. برای چیدن و اتصال آجرها به یکدیگر از ملات استفاده می‌شود.
در بین مصالح بنایی، آجر از دو جهت خاص است: مقاومت در برابر آتش و اندازه خاص. به عنوان محصولی از کوره آتش، در برابر آتش‌سوزی ساختمان از هر نوع مصالح بنایی دیگر مقاوم‌تر است. اندازه آن ممکن است دلیل بسیاری از عشقی باشد که بسیاری از مردم به‌طور غریزی نسبت به آجر احساس می‌کنند: یک آجر سنتی به گونه‌ای شکل می‌گیرد که با دست انسان سازگار باشد. آجرهایی با اندازه دست، کمتر از آجرهای بزرگتر در هنگام خشک کردن یا پختن ترک می‌خورند و کار با آنها برای بنا آسان است. این اندازه واحد کوچک، آجرکاری را در انطباق با هندسه‌ها و الگوهای کوچک انعطاف‌پذیرتر می‌کند و مقیاس و بافت دلپذیری را به دیوار یا کف آجری می‌بخشد. شهر اسفرورین و شال دارای تعداد زیادی کوره آجر کوره پزی می‌باشند که در سراسر ایران مشهور است.

## نام‌شناسی
واژه آجر عربی شده واژه آگور فارسی است.

## تاریخچه

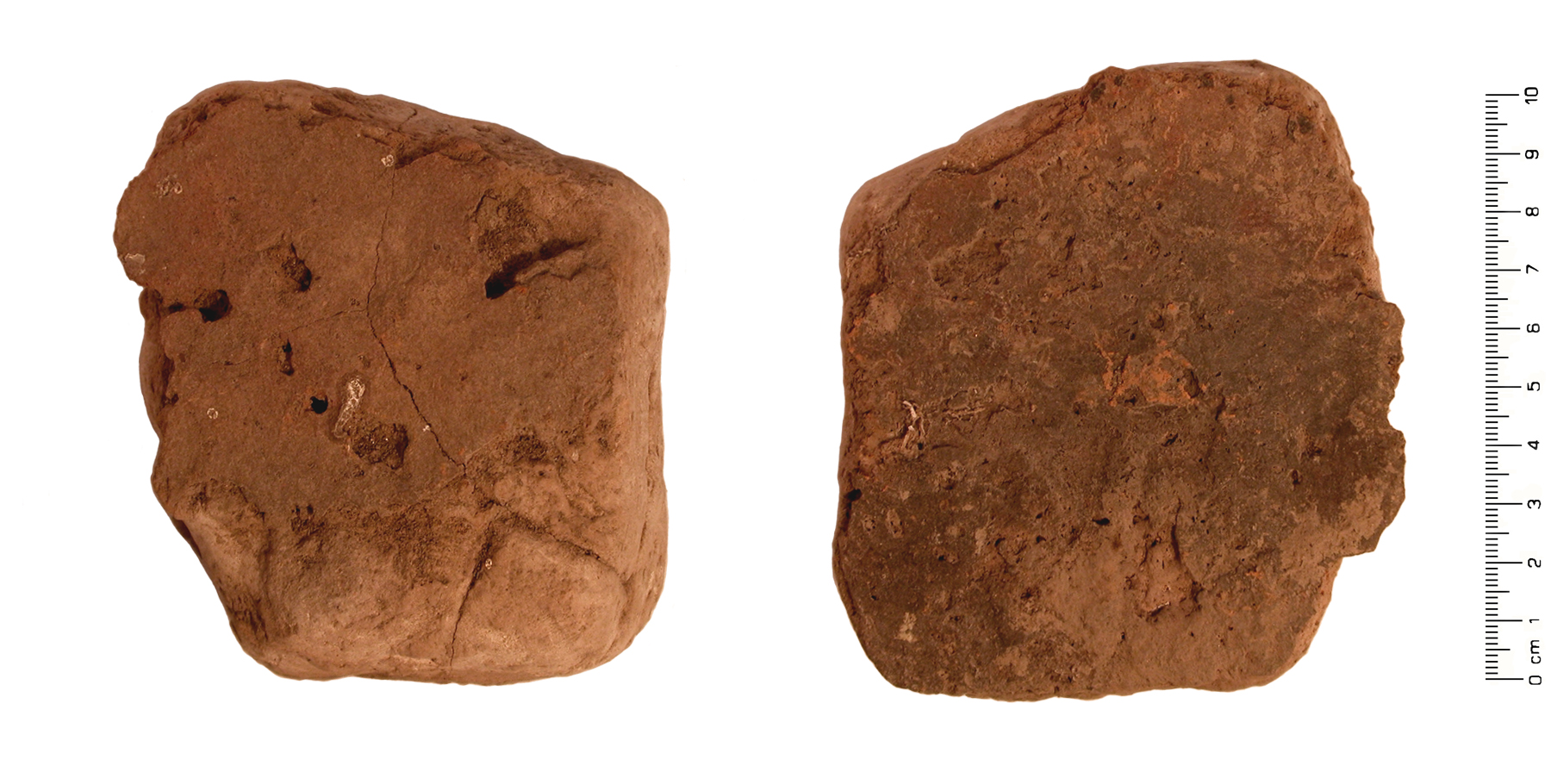
آجر سرامیکی متعلق به روم باستان

دست‌کم ۵۰۰۰ سال است که در آجر از خاک رس استفاده می‌شود. گویا اولین بار، آن را برای ساختن شهرهایی در بین‌النهرین و درهٔ سند در پاکستان به کار برده‌اند. مردم در ابتدا، برای درست کردن آجر، گل رس و کاه را، با لگد کردن آن‌ها، مخلوط می‌کردند. سپس مخلوط آماده شده را در قالب‌های مستطیلی می‌ریختند و در آفتاب، خشک می‌کردند. آجری که در آفتاب، خشک شده بود نمی‌توانست بدون کاه، خودش را نگه دارد. سرانجام، مردم بابل، آشور و مصر باستان دریافتند که با گداختن رس، آجرهایی به‌دست می‌آید، که محکم‌تر و در برابر هوا مقاوم‌تر هستند.
در دوران باستان در کنارهٔ رودهای دجله و فرات و پس از طغیان آن‌ها مقدار زیادی گل و لای بر سطح زمین رسوب می‌کرد. این رسوبات که دارای چسبندگی خاص بودند و پس از این‌که در اثر تابش خورشید، آب آن‌ها تبخیر می‌شد ترک‌هایی به صورت مکعب‌های نامنظم درمی‌آمد. از این رسوبات، به صورت ملات جهت دیوارهای گل چینه‌ای در آن روزگار مصرف می‌شد.
از طرفی، اجاق‌های چادرنشین‌هایی که در کنار رودها به کار گله داری مشغول بوده‌اند در اثر نفوذ آتش سخت شده که در واقع این پدیده سبب پیدایش نحوه پخت آجر گردیده است. در سال‌های بعد هم‌زمان در ساخت برج بابل خشت زدن و پختن آجر به وسیلهٔ بابلی‌ها ابداع شد و به همین دلیل نام آجر که یک واژهٔ بابلی است در اغلب زبان‌ها به همین نام مشهور شده است. پس از این مرحله به وسیلهٔ کلدانی‌ها پخت آجر به تکامل رسید و با پیدایش آجر تحولی در ساخت بناهایی که تا آن روزگار خشتی و گلی بودند به وجود آمد. در نتیجه این امر سبب آغاز ساخت بناهای مستحکم و آجری گردید. آجر دستی (فشاری) هفت هزار سال است که به‌عنوان مستحکم‌کننده و زیباساز کاخ‌ها، عبادتگاه‌ها، مدرسه‌ها، مسجدها و ساختمان‌ها استفاده شده است. اما امروزه این صنعت هزاران ساله در حال فراموشی است.

## آجرسازی
آجرها به دلیل وزن و حجم زیادشان که حمل‌و نقل آنها را در مسافت‌های طولانی گران می‌کند، توسط تعداد زیادی کارخانه نسبتاً کوچک و پراکنده از انواع خاک رس و شیل محلی تولید می‌شود. مواد خام را از گودال‌ها حفر می‌کنند، و سپس این مواد خام خرد و آسیاب شده و برای قوام خوب آن غربال می‌شوند. سپس این مواد با آب مخلوط می‌شود تا یک گل خمیری آماده برای شکل‌دادن به آجر تولید شود.
امروزه از سه روش اصلی برای شکل‌دهی آجر استفاده می‌شود: فرایند گل نرم، فرایند پرس خشک و فرایند گل سفت. قدیمی‌ترین آنها فرایند گل نرم است که در آن یک خاک رس نسبتاً مرطوب (۲۰ تا ۳۰ درصد آب) به صورت دستی یا با کمک ماشین‌های قالب‌گیری به داخل قالب‌های مستطیلی ساده فشار داده می‌شود. برای اینکه گل به قالب‌ها نچسبد، ممکن است قالب‌ها را بلافاصله قبل از پر شدن در آب فرو ببرند و آجرهایی با سطح نسبتاً صاف و متراکم تولید کنند که به آجرهای آب خورده (water-struck bricks) معروف هستند. اگر درست قبل از تشکیل آجر گرد ماسه بر روی قالب مرطوب پاشیده شود، آجرهای ماسه خورده (sand-struck) یا آجر قالب-ماسه‌ (sand-mold bricks) تولید می‌شود که دارای بافت سطحی مات هستند.
از فرایند پرس خشک برای گِل‌هایی استفاده می‌شود که در طول فرایند خشک شدن بیش از حد منقبض می‌شوند. گل رسی مخلوط شده با حداقل آب ممکن (تا ۱۰ درصد) توسط ماشینی که با فشار بسیار بالا کار می‌کند به داخل قالب‌های فولادی فشرده می‌شود.

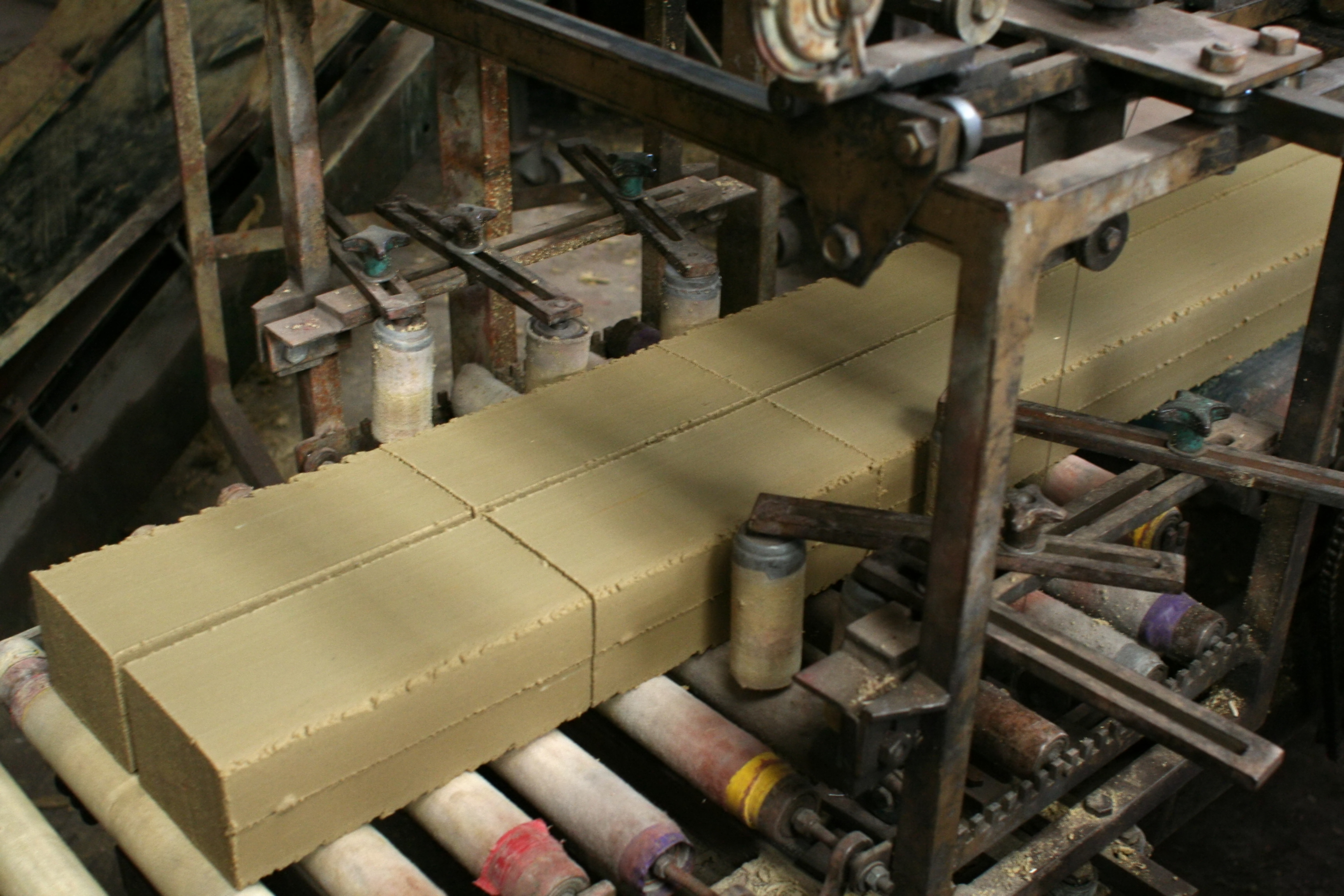
برشکاری آجرهای اکسترود شده توسط سیم

امروزه فرایند گل سفت (stiff mud process) با تولید بالا، کم هزینه‌ترین و پرمصرف‌ترین فرایند مورد استفاده برای تولید آجر در جهان است. خاک رس حاوی ۱۲ تا ۱۵ درصد آب از خلاء عبور داده می‌شود تا هر حفره‌ای از هوا خارج شود، سپس این گل از درون یک قالب مستطیلی اکسترود می‌شود. همان‌طور که خاک رس از قالب خارج می‌شود، بافت‌ها یا مخلوط‌های نازکی از خاک‌های رس رنگی ممکن است به دلخواه روی سطح آن اعمال شود. ستون مستطیلی از خاک رس مرطوب با فشار اکستروژن روی یک میز برش فشار داده می‌شود، که بر روی آن سیم‌های برش اتوماتیک آن را به آجرهای مستقل برش می‌دهند. آجرهای تولید شده توسط فرایند گل سفت از نظر ابعاد و شکل بسیار یکنواخت هستند. در مواردی که تنوع ظاهری بیشتر در بین واحدها مورد نظر باشد، آجرها را می‌توان قبل از پختن غلتاند و بهم ریخت. غلت زدن لبه‌ها و گوشه‌ها را نرم می‌کند و دست‌ساز بودن بیشتری را در ظاهر در بین آجرها ایجاد می‌کند.
پس از قالب‌گیری توسط هر یک از این سه فرایند، آجرها به مدت یک یا دو روز در یک کوره خشک‌کن با دمای پایین خشک می‌شوند. پس از خشک شدن آجرها پخته شده و آماده ارسال می‌شوند.

## پخت آجرها

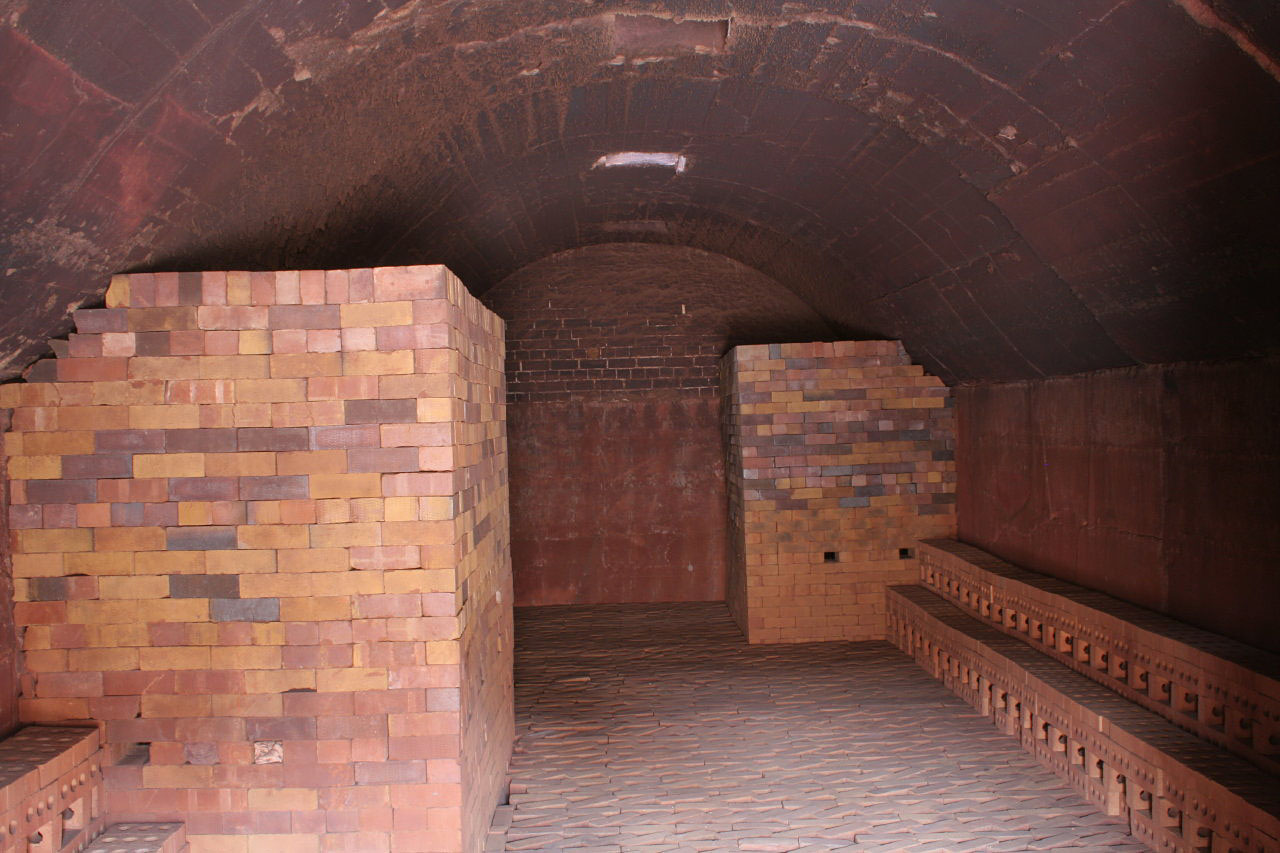
یک کوره سنتی پخت آجر در انگلستان.

قبل از پیدایش کوره‌های مدرن، آجرها اغلب در یک آرایه به نام گیره (clamp) بر روی هم چیده می‌شدند. این گیره با خاک معمولی یا خاک رس پوشانده می‌شد و سپس آتشی از چوب زیر گیره افروخته می‌شد و برای مدت چند روز این آتش حفظ می‌شد تا آجرها پخته شوند. پس از سرد شدن، گیره جدا می‌شد و آجرها بر اساس میزان پختگی که هر کدام تجربه کرده بودند دسته‌بندی می‌شدند. آجرهای نزدیک به آتش (آجرهای کلینکر) اغلب بیش از حد سوخته و تغییر شکل می‌دادند، که باعث می‌شد جذابیتی نداشته باشند و بنابراین برای استفاده در آجرکاری‌های دارای نما مناسب نبودند. آجرهایی که در ناحیه گیره و نزدیک آتش قرار داشتند و کاملاً پخته بودند اما فاقد اعوجاج بودند، برای آجرهای رو به بیرون ساختمان استفاده می‌شدند چرا که درجه بالایی از مقاومت در برابر آب و هوا دارند. آجرهای دورتر از آتش نرم‌تر بودند و برای استفاده به عنوان آجر پشتیبان کنار گذاشته می‌شدند، در حالی که برخی از آجرهای اطراف محیط گیره به اندازه کافی برای هیچ هدفی نپخته بودند و دور ریخته می‌شدند. در روزهای قبل از حمل‌و نقل مکانیزه، آجرهای ساختمان اغلب از خاک رس به دست آمده از محل ساختمان تولید می‌شد و در گیره‌هایی مجاور کار پخته می‌شد.

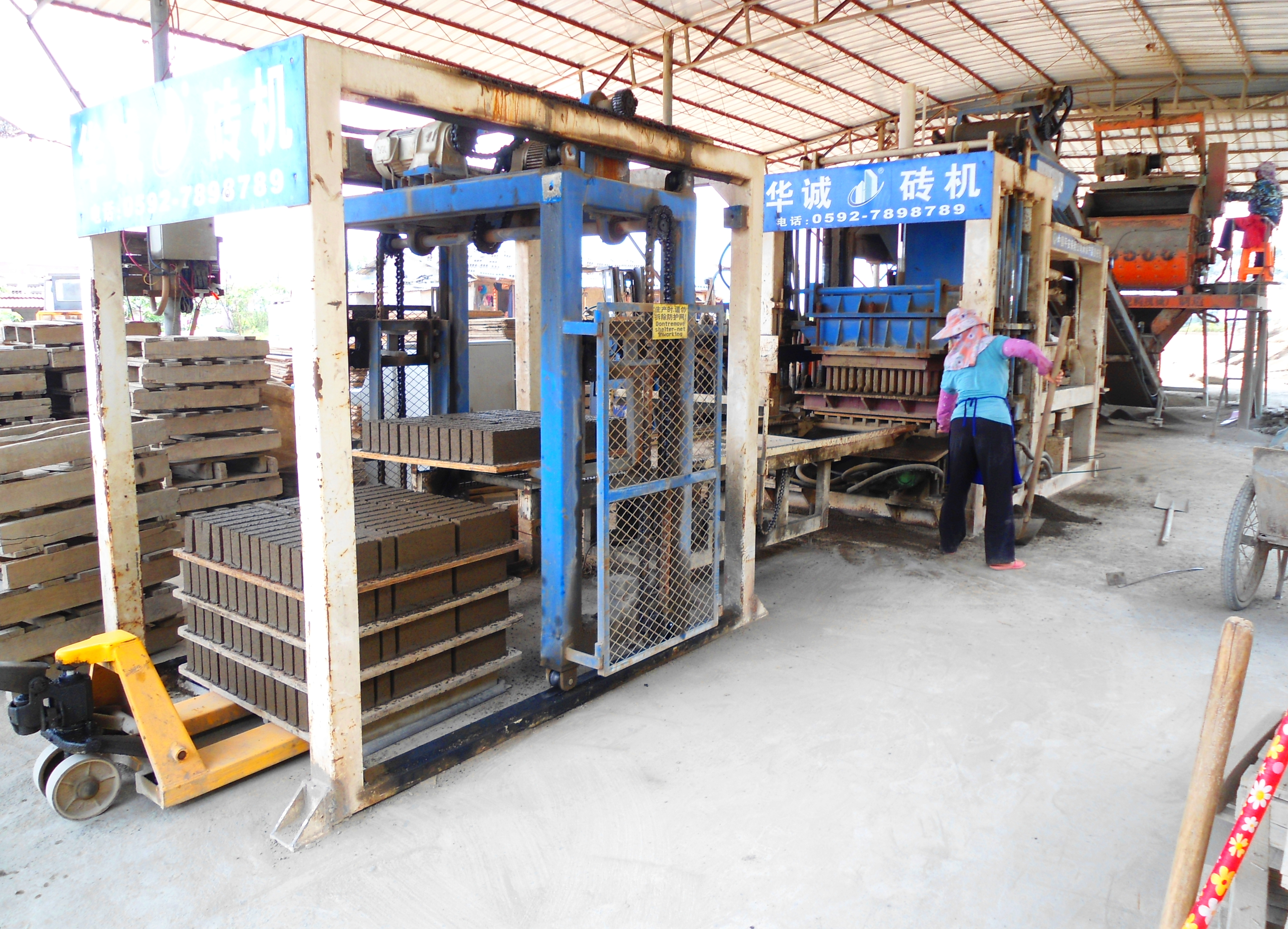
تولید آجرهای سیمانی

امروزه آجرها معمولاً در کوره‌های دوره‌ای (periodic kiln) یا کوره‌های تونلی (tunnel kiln) پیوسته پخته می‌شوند. کوره دوره‌ای یک ساختار ثابت است که ابتدا با آجر بارگیری شده و سپس این آجرها پخته، خنک‌سازی و تخلیه می‌شوند. برای بهره‌وری بیشتر، آجرها به‌طور پیوسته از درون یک کوره تونلی طولانی، روی واگن‌های ریلی مخصوص عبور داده می‌شوند به صورتی که هنگام خروج در انتها کاملاً پخته باشند. در هر دو نوع کوره، اولین مرحله پخت، خشک‌سازی است که آب باقیمانده را از خاک رس خارج می‌کند. مراحل بعدی اکسیداسیون و شیشه‌ای شدن است که در طی آن دما به ۱۰۰۰ تا ۱۳۰۰ درجه سلسیوس می‌رسد و خاک رس به یک ماده سرامیکی تبدیل می‌شود. این کار ممکن است با مرحله‌ای به نام فلشینگ (flashing) دنبال شود، که در آن آتش تنظیم می‌شود تا یک فضای کاهنده در کوره ایجاد شود که تغییرات رنگی در آجرها ایجاد می‌کند. در نهایت آجرها در شرایط کنترل شده خنک می‌شوند تا به رنگ دلخواه برسند و از ترک‌های حرارتی جلوگیری شود. آجرهای خنک شده بازرسی، مرتب‌سازی و برای حمل‌و نقل بسته‌بندی می‌شوند. کل فرایند پخت ۴۰ تا ۱۵۰ ساعت طول می‌کشد و به‌طور مداوم برای حفظ کیفیت محصول نظارت می‌شود. انقباض قابل توجهی در آجرها در هنگام خشک شدن و پختن اتفاق می‌افتد. این موضوع باید در هنگام طراحی قالب برای آجر در نظر گرفته شود. هر چه دما بیشتر باشد، انقباض بیشتر و رنگ آجر تیره‌تر می‌شود. آجرها اغلب در طیف رنگی ترکیبی استفاده می‌شوند و آجرهای تیره ناگزیر کوچکتر از آجرهای روشن هستند. حتی در آجرهایی با رنگ یکنواخت، مقداری تغییر اندازه قابل انتظار است و آجرها، به‌طور کلی، در معرض مقدار معینی اعوجاج ناشی از فرایند پخت هستند. رنگ آجر به ترکیب شیمیایی خاک رس یا شیل و دما و مواد شیمیایی آتش در کوره بستگی دارد. دماهای بالاتر آجرهای تیره‌تری تولید می‌کند. آهنی که در بیشتر خاک رس‌ها وجود دارد در آتش اکسیدکننده قرمز و در آتش کاهنده ارغوانی می‌شود. سایر عناصر شیمیایی به روشی مشابه با جو کوره برهمکنش می‌کنند و رنگ‌های دیگری را می‌سازند. برای رنگ‌های روشن می‌توان روی آجرها را مانند سفال لعاب داد، چه در زمان پخت معمولی و چه در پخت اضافی.

## اندازه‌های آجر

مقایسه اندازه‌های آجر نمای معمولی کشورهای مختلف ابعاد بر حسب میلیمتر

هیچ آجر واقعاً استانداردی وجود ندارد. نزدیکترین چیز در ایالات متحده آجر مدولار است که برای ساخت دیوارها در ماژول‌های ۴ اینچی (۱۰۱ میلیمتری) به صورت افقی و ۸ اینچی (۲۰۳ میلیمتری) به صورت عمودی طراحی شده است. به‌طور گسترده‌تر، اصطلاح مدولار را می‌توان برای هر آجری به کار برد که دارای اندازه باشد، به طوری که وقتی ضخامت درزهای ملات گنجانده شود، ابعاد دیوار مطابق با واحدهای کامل مناسب مانند ۴، ۶، ۸، ۱۲ یا ۱۶ اینچ باشد. (۱۰۲، ۱۵۲، ۲۰۳، ۳۰۵ یا ۴۰۶ میلیمتر). اندازه آجرهای غیر مدولار، به ویژه از نظر عرض یا طول، لزوماً با ابعاد مناسب عدد صحیح در دیوار ساخته شده مطابقت ندارد.
در عمل، طراح هنگام انتخاب آجر برای یک ساختمان، معمولاً نمونه‌های موجود در بازار را قبل از تکمیل نقشه‌های ساختمان مشاهده می‌کند و نقشه‌ها را متناسب با اندازه آجرهای انتخاب شده ابعاد می‌دهد.
استفاده از آجرهای بزرگتر می‌تواند منجر به صرفه‌جویی قابل توجهی در ساخت‌و ساز شود. به عنوان مثال، تنها دو آجر شهری (Utility brick)، با ابعاد ۴ اینچ در ۱۲ اینچ در ارتفاع و طول، برای تکمیل یک دیوار با اندازه ۸ اینچ در ۱۲ اینچی مورد نیاز است. در مقایسه، برای تکمیل همان منطقه به چهار و نیم آجر مدولار نیاز است. از آنجایی که برای اجرای دیوار به آجرهای شهری کمتر مورد نیاز است، هزینه نیروی کار برای ساخت دیوار کمتر است و به دلیل نسبت کمتر ملات، مقاومت فشاری دیوار بیشتر است. البته طراح باید در نظر داشته باشد که دیواری که با آجرهای بزرگتر ساخته شده است، درک بیننده را از مقیاس دیوار تغییر می‌دهد.

### طبقه‌بندی آجرها

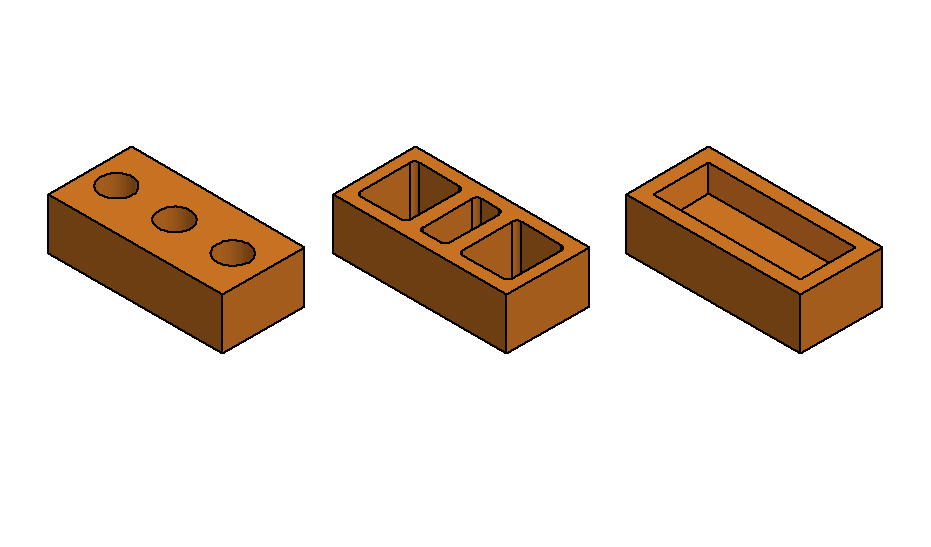
به ترتیب از چپ به راست: آجر سوراخ دار، آجر توخالی، و آجر گود (frogged brick)

آجرهایی که بیشتر در ساخت‌وساز ساختمان استفاده می‌شوند به عنوان آجر نما (ASTM C216)، آجر ساختمانی (ASTM C62) و آجر توخالی (ASTM C652) طبقه‌بندی می‌شوند. آجرهای نما (facing brick) برای استفاده‌های سازه‌ای و غیرسازه‌ای در نظر گرفته شده‌اند که در آن ظاهر مهم است. از آجرهای ساختمانی (building brick) در جاهایی استفاده می‌شود که ظاهر اهمیتی ندارد، مثلاً در قسمت‌هایی از دیوار بنایی که در پشت آجرهای نما در کار نهایی پنهان شده است. هم آجرهای نما و هم آجرهای ساختمانی به عنوان آجرهای توپر (solid) شناخته می‌شوند. آجرهای توپر ممکن است در واقع واقعاً کاملا توپر باشند، یا علی‌رغم نامشان، ممکن است دارای هسته یا سوراخ باشند، تا زمانی که هر صفحه‌ای که به موازات سطح باربر آجر اندازه‌گیری می‌شود حداقل ۷۵ درصد توپر باشد به آن آجر توپر گفته می‌شود. با کاهش حجم و ضخامت گل، هسته‌ها و حفره‌ها اجازه خشک کردن و پخت یکنواخت‌تر آجرها، کاهش هزینه سوخت برای پخت، کاهش هزینه‌های حمل‌ونقل و ایجاد آجرهای سبک‌تر و راحت‌تر را می‌دهند. آجرهای توخالی ممکن است تا ۶۰ درصد خالی باشند. وزن سبک‌تر آنها در مقایسه با آجرهای توپر می‌تواند منجر به کاهش هزینه‌های ساخت و کاهش بار بر روی سازه ساختمان شود. حفره‌های بزرگ‌تر در داخل واحدها همچنین امکان درج و تزریق میلگردهای تقویت‌کننده فولادی را در جایی که آجری تقویت‌شده مورد نیاز است را ممکن می‌سازد.

زمین آجری

آجرهای سنگفرش (ASTM C902) که برای سطوح پیاده‌رو، راهروها و پاسیوها استفاده می‌شوند، نه تنها باید در برابر یخ زدگی مقاوم باشند، بلکه در برابر جذب آب و سایش نیز باید مقاومت داشته باشند. آجرهای نسوز (ASTM C64) برای پوشش شومینه یا کوره استفاده می‌شود. این آجرها از خاک‌های نسوز مخصوص ساخته شده‌اند که می‌توانند در برابر دماهای بسیار بالا مقاومت کنند. آجرهای نسوز با لایه‌های بسیار نازکی از ملات نسوز چیده می‌شوند.

## استفاده از آجر در ایران

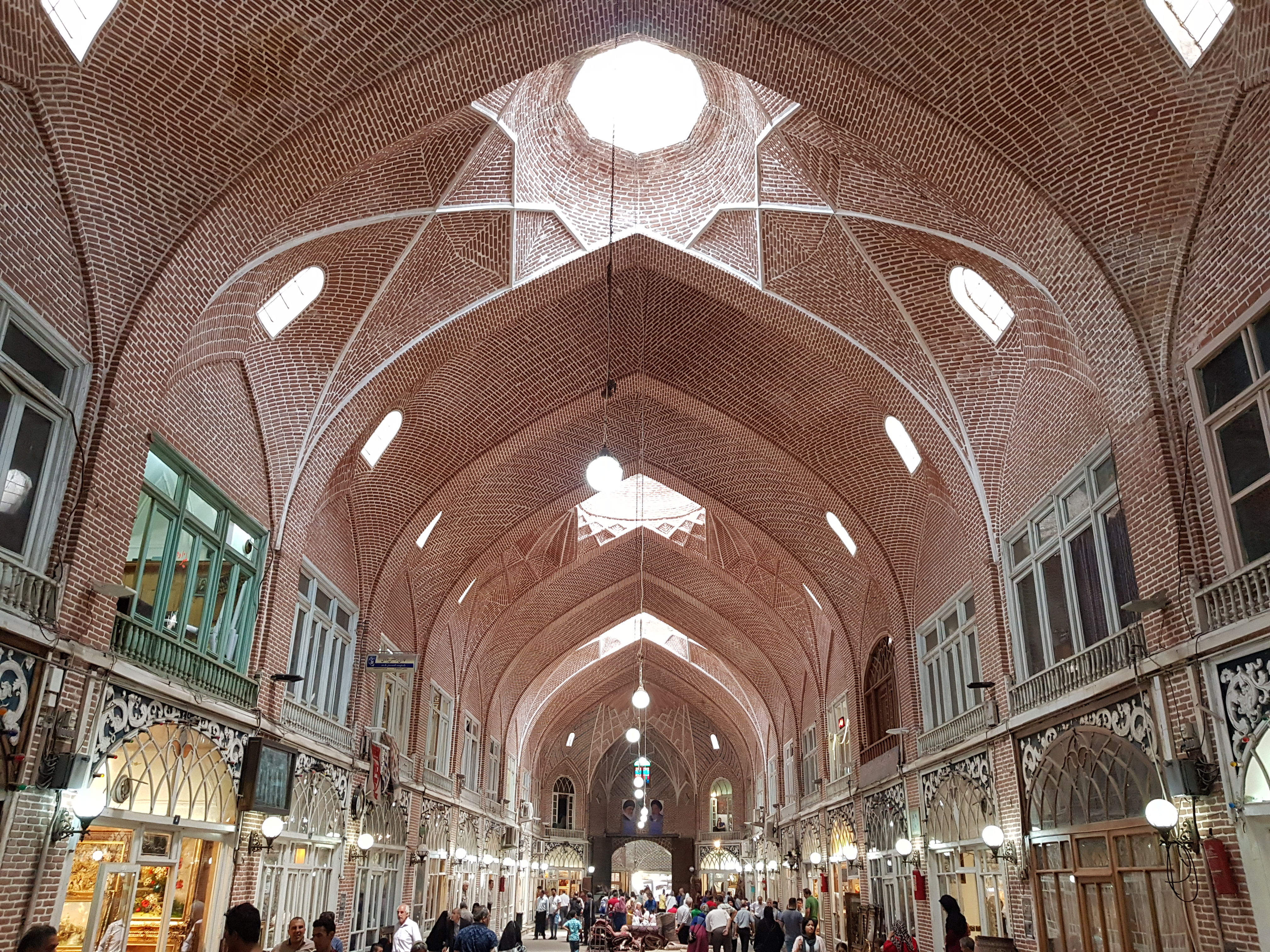
ساختار آجری بازار تبریز

به‌طور کلی صنعت آجرپزی در دوران پیش از هخامنشی در ایران تکامل یافت و در دوره هخامنشی علاوه بر خشت، انواع آجر از جمله آجرهای لعابی در ساختمان‌ها به کار رفته است. آجرهایی که در ساختمان پاسارگاد و تخت جمشید و شوش به کار رفته صرف‌نظر از تنوع، از نظر دقت در ترکیب مصالح اولیه و مقاومت در برابر عوامل مختلف پس از چندین قرن، مورد توجه هستند. در دوران هخامنشی پخت آجرهای لعاب دار منقوش و برجسته بسیار معمول بود؛ که برای تزیین کاخ‌ها استفاده شده است. استفاده از آجر در ایران باستان خصوصاً در دوران ساسانیان و در دوران پیش از اسلام رواج زیادی داشته است. می‌توان از کاربرد آجر در بناهای عظیمی مانند طاق کسری و پل دختر نام برد. در دوران ساسانی از تلفیق سنگ و آجر برای اسکلت‌سازی بناها و در مواردی در نماسازی استفاده شده است.
ایرانیان به خاطر پایداری بیشتر آجر از سنگ، ارزان بودن آن و سرعت آن جهت ساخت بنا از آجر استفاده می‌کردند. در دورهٔ سلجوقی، استفاده از آجر هم از جهت زیبایی و هم از جهت ساختاری رونق زیادی گرفت. آجر به غیر از آن‌که برای تزیین اماکن مختلف به کار می‌رود، جهت نشان دادن فشارها هم استفاده می‌شود؛ مثلاً در طاق‌های قدیمی مسجد جامع اصفهان ساختار آجری به شکلی است که جهت فشارهای مختلف احساس می‌شود.
محدودیت استفاده از چوب در ناحیه‌هایی از ایران، کمبود سنگ، مشکل کاربرد سنگ به دلیل انتقال حرارت در مناطق گرمسیر، خوش‌دست بودن و قابلیت بالای اجرا و به‌کارگیری آجر در تمامی بخش‌های بنا، کارایی فراوان آن در برپا کردن پوشش‌های وسیع و مرتفع، فراوانی مواد اولیه و سادگی تهیهٔ آجر و مقرون به صرفه بودن آن از دلایل کاربرد زیاد آن در ایران بوده است.
1. ضریب انبساط و انقباض آجر در برابر سرما به گونه‌ای است که از ایجاد ترک در بنا جلوگیری می‌کند.
2. آجر در مقایسه با دیگر مصالح از قدرت ذخیره انرژی حرارتی برخوردار است و در نتیجه انتقال نوسان‌های حرارتی محیط بیرونی به داخل از طریق جدار آجری شدید نیست و بدون دخالت وسایل گرمازا و خنک‌کننده می‌توان شرایط و فضای مطبوع تری را فراهم آورد.[۱۵]

### هنر آجرکاری دوره سلجوقی

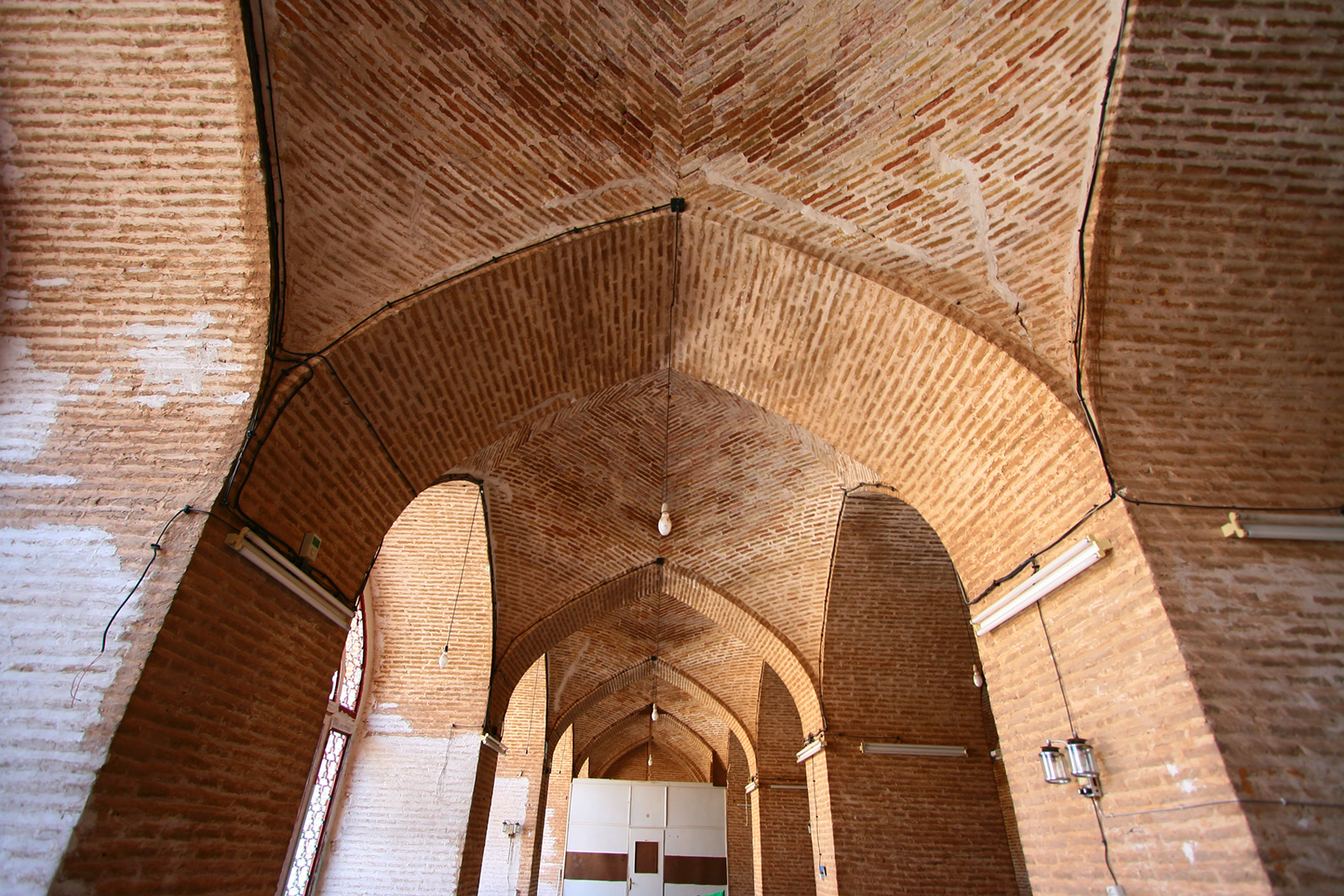
شبستان آجری مسجد جامع شهر قم

در دوره سلجوقی از آجر قزاقی (قمی) به عنوان مصالح اصلی برای کلیه بناهایی چون کاروانسراها، آب‌انبارها، بناهای شاهی، بناهای عمومی، مساجد، برج مقبره‌ها، میل مقبره‌ها، میل‌های بلند مساجد و مواردی دیگر سبب اسکلت‌سازی اصولی آن‌ها شده و ضمناً برای نماسازی نیز از آجر به شکل آمود (پوشش جدا از اسکلت) یا پیوند و ترکیب با استخوان بندی بنا عظمتی از حسن سلیقه و خلاقیت در هنر آجرکاری به وجود آمده است. به‌طوری‌که در آثار پراکنده و فراوان کشور در این دوره شاهد هنرآفرینی‌های بسیار شگرف در هنر آجرکاری می‌باشیم تا جایی که در دو برج‌های خرقان قزوین بیش از سی نوع آجرکاری همراه با طاق‌نماسازی‌های بسیار زیبا و خط کوفی برجسته و در مسجد جامع اصفهان نزدیک به ۳۷۵ طاق‌پوش در انواع گوناگون که قسمت اعظم آن از دوره سلجوقی است شاهد هستیم. در این دوره ارزشمند معماری شاهد به وجود آمدن زیباترین نقوش در انواع گل‌چین‌های آجری، گره آجری، خط‌های کوفی آجری برگردونهٔ میل‌های بلند مساجدی چون میل مسجد جامع دامغان با ۲۶ متر ارتفاع، میل منار چند وجهی مسجد جامع نائین با حدود ۳۰ متر ارتفاع، مناره ساربان با ۴۸ متر ارتفاع و مناره علی هستیم.

### هنر آجرکاری دوره ایلخانی
در دوره ایلخانان، پوشش‌های طاقی آجری وارد تحول گسترده از تکنیک و اجرا شده تا جایی که شاهد به وجود آمدن گنبد بسیار چشم گیر و خوش فرم هندسی سلطانیه با قطری حدود ۴۰/۲۵ سانتیمتر و ارتفاع ۵۰متر از سطح زمین در اجرای بسیار استثنایی صندوقه‌ای می‌باشیم. ساخت این گنبد بر روی بسیاری از گنبد کلیساهای اروپا به خصوص گنبد کلیسای سانتاماریا دلفوره در فلورانس که حدود صدسال بعد از گنبد سلطانیه ساخته شده است، اثر مستقیم گذارده است. همچنین در این دوره هنر آجرکاری وارد مرحله‌ای بسیار جالب از گوشه سازی‌های گنبد خانه‌ها در حالت خاص پتکانه، مقرنس شده، آن هم با نقش انواع گلچین‌های خفته و راسته و جناقی آجری یا تلفیق آجر و کاشی زینت بخش این گونه اجراهای شگرف می‌گردد. از میان آثار فراوان آجری این دوره می‌توان به پتکانه سازی‌های گلچین دار مسجد ورامین، مسجد کبیر یزد و همچنین کاربرد مقرنس‌های آجری در محراب صفه شاگرد در مسجد جامع اصفهان اشاره کرد. در این زمان شاهد به وجود آمدن نوعی آجرهای مهری کوچک به اندازهٔ کلوک و دو قدی یعنی حدود ۵*۵ و ۵*۱۰سانتیمتر با حک نام جلال الله و نقوش گره می‌باشیم، که در بین رج‌های آجر سبب شکل‌دهی و تزئین استثنایی در آجرکاری‌هایی چون ازاره‌های راهرو ارتباطی مسجد عمر به صفه شاگرد در مسجد جامع اصفهان و همچنین نوعی گلچین‌های خاص آجری با کلوک و دو قدی‌های مهری در غلام گردشی‌های طبقات فوقانی در گنبد سلطانیه می‌باشیم. یکی از شاهکارهای هنر آجرکاری دوره ایلخانی بنای بی‌همتای منار جنبان می‌باشد که چون یکی از دو منار بسیار ظریف و باریک را به حرکت درآوریم منار دیگر به جنبش درمی آید. کل بنا مرحله به مرحله از ناحیه پشت بام بیشتر تا سطح زمین دچار تحرک خواهد شد.

### هنر آجرکاری دوره تیموری

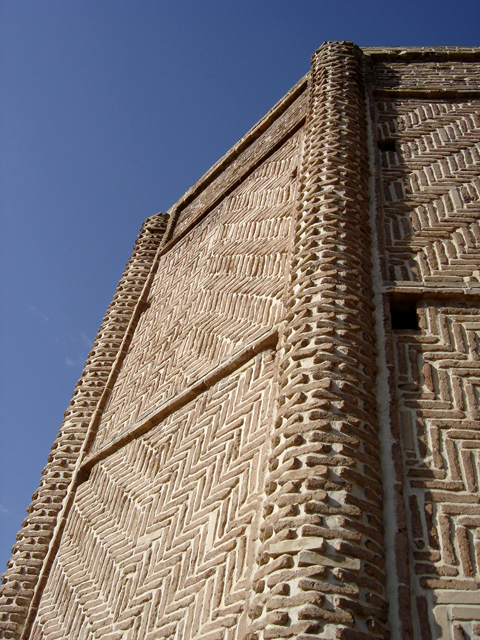
آجرکاری برج شبلی در ایران، مربوط به قرن دوازدهم

عصر تیموری عصر جنبش و خیزش انواع هنرها به خصوص معماری می‌باشد. در این زمان پوشش‌های گنبد آجری به تحول کامل می‌رسد. مسیر گنبدسازی‌های دو پوسته پیوسته به گنبدسازی‌های دو پوش گسسته و اجراهای خاص در مقابل واکنش نیروهای فشاری-کششی-پیچشی و به خصوص رانشی و به‌طور کلی ضدزلزله توسط خشخاشی سازی‌ها در بین دو پوشش گنبدها می‌باشیم. در این زمان انواع طاق پوش‌های آجری چون ترکین، گلو در هم، شمسه پوش و بسیاری دیگر مسیر متحول خود را تا سرحد مطلوب پیش می‌برد و انواع گلچین‌های آجری در آن‌ها به واقع عظمتی از هنر آجرکاری توسط معماران نامی ایران قوام الدین پدر و غیاث الدین پسر شیرازی و بسیاری دیگر از بنایان هنرمند زیباترین و شاخص‌ترین انواع نقوش گره آجری، خط‌های کوفی آجری، خط‌های بنایی و معقلی آجری و زیباترین انواع گلچین‌های بسیار متنوع آجری در عناصر و جزئیات آثار هم سطح با هنر کاشی کاری که تلفیقی از آجر و کاشی در انواع خط معلقی می‌باشد. در خراسان می‌توان به کارهای آجری بسیار زیبای مسجد قائن و برج مقبره اخنگان در حومه طوس مشهد یا شاهکارهایی از هنر آجرکاری و بسیاری دیگر اشاره کرد.

### هنر آجرکاری دوره صفویه

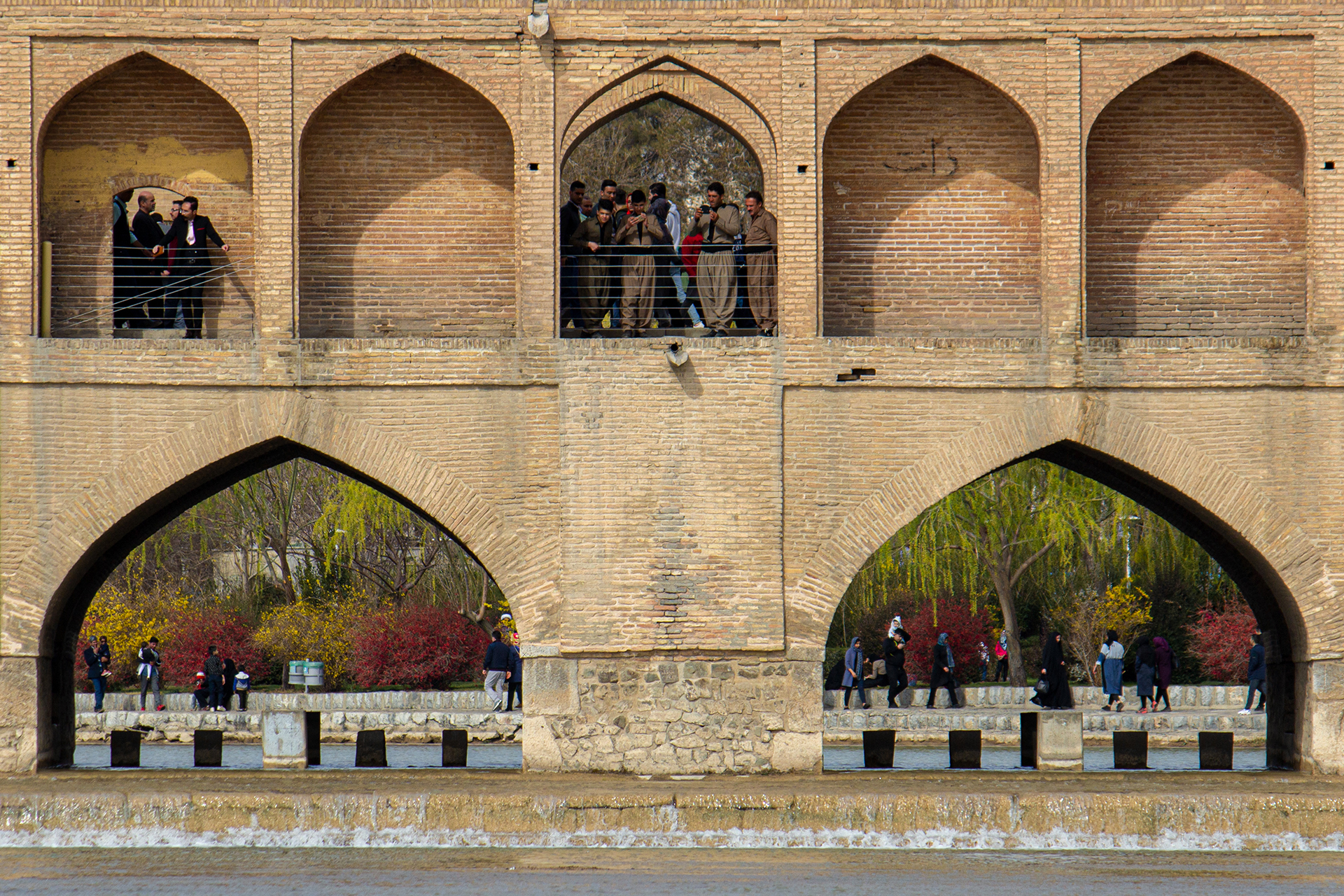
سازه آجری سی‌وسه پل

در این دوره از آجر در بسیاری از بناها به‌خصوص کاروانسراهای بسیار پیشرفته زمان در شکل درون‌شهری و برون‌شهری در یک و دو طبقه با طرح‌های بسیار جامع و با اسکلت سازی‌های بسیار اصولی و در مواردی نماسازی‌های دی انگیز از نقوش انواع گلچین‌های خفته و راسته-کلوکبندان-حصیری-جناقی-سم آهویی-گل برگردان-گل انر گل و بسیاری دیگر جهان را عمیقاً متوجه خود ساخته است. پوشش‌های طاقی و بسیار زیبا و دلفریب آجری در حالت طاق گنبدی، طاق عرقچین، طاق گنبد، طاق کته، پوش طاقهای پا تو پا طاقهای چهار بخشی، طاقهای چهار گرده پوش، طاقهای چهار ترکی، طاقهای شمسه‌ای، هندسی طاق، تویزه طاق، کجاوه طاق تاوه و بسیاری دیگر با به‌کارگیری انواع نقوش آجری و گلچین‌های زیبا عظمتی از هنر آجرکاری این دوره متجلی شده است. به وجود آمدن انواع قوس‌های باربر تزئینی و تزئینی آجری و استفاده از آن‌ها در بناهای متعدد ایران به وجود آمدن انواع برج‌های کبوترخانه آجری بسیار با فلسفه با نماسازی‌های مشبک آجری و نقوش جذاب آجری در آن‌ها انواع رسمی بندی‌ها و کاربندی‌ها و طاسه سازی‌های آجری در اشکال مختلف در بناها با عناصری چون: سوسن، نیم سوسن، هفتی، سینه باز، پاباریک، لچکی، ترنجی، سمبوسه و به‌کارگیری نقوش زیبای گلچین آجری در بین عناصر یاد شده، به‌خصوص در بازارها آثار شگرف از تاریخ معماری ایران تقدیم هنر دوستان جهان گردیده است. از میان آثار بسیار متعدد آجری این دوره می‌توان به پل‌های بسیار عظیم و گسترده با فلسفه آجری چون سی و سه پل و پل الله وردی خان با تمامی مسائل فشار و هیدرولیک آب رود گسترده زاینده رود در پشت پایه‌های هر دهانه از پل. ساختمان حمام‌های بسیار اصولی با بخش‌های زنانه و مردانه و گرمخانه با به‌کارگیری کاربندی‌های بسیار پرکار و دل‌انگیز و استقرار آن‌ها بر روی ستون‌های ظریف و کاملاً باربر سنگی. زیرسازی ستون‌ها از پی گسترده از مصالح آجر جوش پرتاب و ملات آهک لزدار، همچنین آبروهای حمام، زیر آبروها، آب‌بندی دیگ مسی مستقر بر روی آتشخانه در ناحیه خزینه آب جوش و بسیاری مسائل جانبی گرمابه در حمام‌ها یی چون حمام گنجعلی خان کرمان و گوهر بی‌مانندی چون حمام خسرو آقای اصفهان کلاً آجری بسیار ارزشمند از پدیده‌های هنری که تخریب شد. در دوره صفویه ساختن آب‌انبارهای آجری با نقوش زیبا جهت اقلیم‌های گوناگون به‌خصوص بادگیردار برای مناطق گرم و خشک کویری همراه با هنر آفرینی‌های بسیار مورد توجه بوده است.

### هنر آجرکاری دورهٔ افشاریه و زندیه
در دورهٔ افشاریه ایران درگیر کشمکش‌های نظامی لازم زمان خود بود. از این رو آبادانی رونق چندانی نداشت. اما در این زمان شاهد به وجود آمدن میل‌های بسیار فراوان راهنما با نوعی آجر کاری و به‌کارگیری گلچین‌های آجری در آن‌ها در کنار جاده‌ها در تمامی کشور می‌باشیم. در دورهٔ زندیه آبادانی رونق گرفت. خصوصاً خطه حکمرانی خان زند وکیل‌الرعایا بناهای خرد و کلان و قابل توجهی در اشکال گوناگون بنا گردید. از آثار آجری جالب این دوره می‌توان به شبستان مسجد وکیل با پوشش‌های طاقی که از کاربندی بر قوس‌های پا تو پا که بر روی ستون‌های سنگی با حجاری پیچ و سر ستون سازی‌ها با نقش حجاری جقه‌ای افشان حاصل شده است اشاره داشت. پوشش‌های طاقی تواماً از کار بندی و طاق گنبد بر ستون‌های پیچ سنگی ابهتی جالب به شبستان این مسجد داده است. در این دوره بازار وکیل با پوشش‌های بسیار جا لب آجری از نقوش گلچین‌های متنوع و نوعی کاربندی‌های جالب با نورگیرها و هوا کش‌های متقارن ساخته شده است. یکی از آثار آجری بسیار جا لب در مجموعه وکیل وجود ارگ کریمخانی با کاربرد آجر و نقوش آجری در قسمت‌های داخلی و به‌خصوص در ناحیه خارجی همراه با کنگره سازی‌های جا لب بر گرداگرد چهار بعد بنا که جنبه حفاظتی بنا را داشته است. همچنین چهار برج عظیم مخروطی با نقوش بسیار جالب و متنوع آجری در طرح‌های نیم خوشه انگوری رفت و برگشت بوده. این پدیده آجری در چهار برج ارگ زیبایی خاص آفریده است و به این ابهت و شکوهی خاص داده است. موزه پارس از آثار دورهٔ زند یه نوعی آجرکاری با بند کشی بر جسته بسیار یکنواخت و زیبا که بند کشی تخت از راستای قطعات آجر به اندازه ۳ میلی‌متر جلوتر آمده است. این اجرا شگرفی چشمگیری به آجر کاری و بند کشی که حالت استثنا یی در تمام آثار آجری ایران دارد در محل عمارت کلاه فرنگی، مقبره اولیه خان زند، موزهٔ پارس داده است. وجود آب‌انبار با استفاده از پوشش مورب دور دارتیز همراه با گلچین جناقی بسیار زیبای آجری در مجموعه ارگ کریمخانی نظر هر بیننده را جلب می‌کند. به‌طور کلی در این دوره نقوش زیبای آجری به شکل‌های خاص و متنوع زیبایی بناهای ایران به‌خصوص خطهٔ فارس شده‌اند.

### هنر آجرکاری دورهٔ قاجاریه
در دورهٔ قاجار، هنر آجرکاری در ساختن بازارها با انواع طاق‌پوش‌های آجری، کاربندی‌های آجری مانند بازار اراک و تیمچه‌ها در بازار تهران و طاق آب‌انبارها با نقوش متنوع و حمام‌ها از جمله حمام وکیل کرمان، به تکامل رسید.
در شهر اصفهان
آجرکاری یکی از هنرهای اصیل و سنتی ایران است که در اصفهان به شکوفایی بی‌نظیری رسیده است. قدمت این هنر در این شهر به دوران باستان می‌رسد و بناهای تاریخی متعددی با تزئینات آجری فاخر، گواه این قدمت و مهارت هستند.
مسجد شیخ لطف‌الله، مسجد عتیق، مسجد جامع اصفهان، عمارت عالی‌قاپو و مدرسه چهارباغ از جمله مشهورترین بناهایی هستند که با آجرکاری‌های ظریف و هنرمندانه تزئین شده‌اند. در این بناها، از انواع مختلف آجر در رنگ‌ها و طرح‌های گوناگون استفاده شده و نقوش اسلیمی، هندسی و ختایی با ظرافت تمام بر روی آجرها نقش بسته‌اند.
آجرکاری در اصفهان فقط به بناهای مذهبی و تاریخی محدود نمی‌شود، بلکه در خانه‌ها، حمام‌ها و کاروانسراها نیز به وفور دیده می‌شود. استفاده از آجر و آجرنما و اندرونی خانه‌ها، علاوه بر زیبایی، باعث خنک شدن خانه در تابستان و گرم شدن آن در زمستان نیز می‌شود.
هنر آجرکاری اصفهان در گذر زمان نه تنها از بین نرفته، بلکه با نوآوری و خلاقیت هنرمندان امروزی، جلوه‌ای تازه یافته است. در حال حاضر، کارگاه‌های متعددی در این شهر وجود دارند که به تولید انواع آجرهای سنتی و مدرن می‌پردازند و هنرمندان با استفاده از این آجرها، آثار بدیع و چشم‌نوازی خلق می‌کنند.

#### در شهر تهران
شهر تهران با دارا بودن ساختمان‌های قدیمی و آثار تاریخی خود هم هویتی سنتی و هم بسیار مدرن دارد؛ در ساخت بناهایی چون شمس‌العماره، دارالفنون، کاخ موزه‌ها، مسجدهای تاریخی، ساختمان‌های آجری منطقه حسن‌آباد، سردر باغ ملی، موزه ارتباطات، ساختمان بانک صادرات، ساختمان‌های آجری سبک ساسانی/هخامنشی، موزه ایران باستان و وزارت خارجه، ساختمان ثبت و اسناد، مدارس قدیمی، گنبد چهارسوق، بازار بزرگ تهران، بازارچه‌ها، کاروانسراها و ساختمان بسیاری از خانه‌ها و مغازه‌ها در بخش‌های قدیمی شهر تهران، از آجر استفاده شده است.

## انواع آجر تزئینی سنتی در ایران

### آجر واکوب و آبمال
برای ساختن آجرهای صاف جهت کار در نما، خشت بیرون آمده از قالب چوبی مانند ماله واکوب می‌کردند وبا دست آغشته به آب رویهٔ آن را صاف می‌کردند. نمونهٔ قدیمی این شیوه را در آجرهای نمای گنبد قابوس شاهد هستیم. (آجر ریشه دار نوعی آجر واکوب است).

### آجر پیش بر
با توجه به طرح و نقشهٔ تهیه شده و در اندازه‌های مشخص، در محل نزدیک به کار، خشت نیمه خشک را با سیم یا چاقو به شکل مورد نظر برش داده و بعد از خشک شدن کامل، به کوره می‌بردند.
آجرهای پیش بر از نظر سطح در دو نوع ساده ونقش دار تهیه می‌شوند. این آجرها در دو دسته آجر و آجر سفال تهیه می‌شوند.

### آجر قزاقی
آجر قزاقی (kazakh brick) که با نام‌های آجر قزاقی سنتی، نیز شناخته می‌شود یکی دیگر از انواع آجرهاست که با قدمتی دیرینه جایگاه مهمی در صنعت ساخت‌وساز و همچنین معماری ایرانی دارد. آجر قزاقی با استفاده از از خاک رس تهیه می‌شود و در کوره‌های آجرپزی سنتی به روش دستی پخته می‌شود. آجر قزاقی که به آن آجرنما قزاقی هم می‌گویند برخلاف اسمش، مربوط به کشور قزاقستان نیست. این آجر یک محصول اصیل ایرانی است که قدمتش به دوران باستان ایران برمی‌گردد.

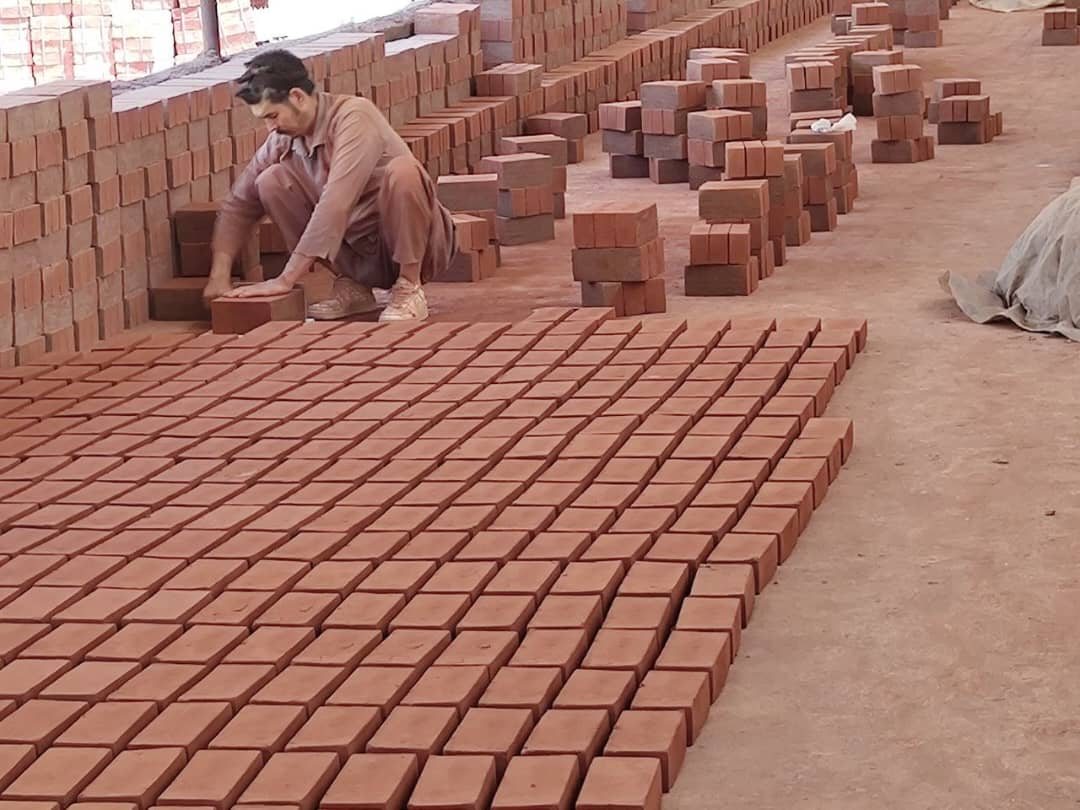
تصویر کارخانه تولید سنتی آجر قزاقی در کارخانه آجرنما پارس

### آجر مهری
نقش اندازی روی آجر چه به صورت برجسته و چه فرورفته که در مواردی محدود، به گونهٔ پیش بر و دست کار صورت می‌گرفته و در عمدهٔ آثار به کمک قالب انجام می‌شده است. از قرن چهارم در آثار سیراف با آجرهای سفال نقش دار برخورد داریم. این آجرها از نظر شکل متنوع بوده و به صورت‌های لوزی، بادامی، ستاره‌ای شکل و چلیپا ساخته می‌شوند. از مسجد جامع گناباد در دوران سلجوقی، آجرهای نقش برجسته و مشبک با نقش‌های هندسی و کار گره در شکل‌های مربع و مستطیل به‌دست آمده است.
در رصدخانه مراغه دو قطعه آجر مستطیل شکل به دست آمده با طرح گیاهی در مایه اسلیمی، که دو قطعه در کنار هم طرح یک قوس محراب گونه را عرضه می‌کنند. این مورد تا پیش از آن در هنر آجرسازی ایران نا شناخته است و نقش‌ها به صورت فرورفته می‌باشد.

### آجر تراش
در ایران قطعه‌های گوناگون پاره آجر از کوچک‌ترین اندازه تا بزرگ‌ترین اندازه که نزدیک به یک آجر کامل است؛ کاربرد فراوان داشته است.
آجرتراشان در پای کار قطعه‌های گوناگون پاره آجر را با تیشه آماده می‌کردند که قدمت آن از دوران سلجوقی بوده و در دوره صفویه به تکامل رسیده است.
در گذشته کار تراش آجر بر روی آجرهای چهارگوش صورت می‌گرفت؛ ولی از زمان استفاده از آجرهای مستطیل قزاقی به‌طور عمده کار تراش بر روی آجرهای قزاقی انجام می‌گیرد و کمتر با نمونه‌ای از کاربرد آجرهای چهار گوش تراش برخورد می‌کنیم.

### آجرهای تزئینی قالبی و تراش
این گونه آجرها که در اندازه‌ها و شکل‌های مختلف هندسی و غیر هندسی به کار رفته‌اند؛ خاص دوران قاجار هستند. این آجرها در در نما و بخش‌های مختلف چون پایهٔ ستون‌ها، سر ستون‌ها، حاشیه‌ها و… کاربرد داشته‌اند.
این آجرها هم به صورت نقش دار و هم به صورت بدون نقش تهیه شده‌اند. در دوران قاجار این آجرها را با واکوب کردن در قالب، با شکل‌های مختلف می‌ساختند و سپس زائده‌های آن را با تیشه داری به گونهٔ آجر تراش حذف می‌کردند.
گونه‌های مختلفی از این آجرها وجود داشته که هریک با توجه به طرح بنا در محل معینی به کاربرده می‌شده است و نامی خاص داشته‌اند.

### آجر آب‌ساب
آجر آب‌ساب آجری است که پس از تراش آن در آب می‌خیسانند و کناره آن را به وسیلهٔ ماسهٔ بادی یا گَرد آجر و گاه با گل رس یا اخرا می‌سایند. این روش به نما جلوه می‌دهد ولی توان آجر را از بین می‌برد. رونق این شیوه بیشتر مربوط به دوران صفویه به بعد است. نمونهٔ این کار را در گنبد سلطانیه سراغ داریم.

## انواع آجرهای مدرن و تزئینی
با پیشرفت فناوری و نیاز به تنوع در طراحی معماری، انواع جدیدی از آجر توسعه یافته‌اند که هم در ساخت‌وساز و هم در دکوراسیون داخلی کاربرد دارند. برخی از این آجرها عبارت‌اند از:
- آجر رستیک: این نوع آجر با سطحی زبر و بافت‌دار برای ایجاد نمایی روستایی و طبیعی در معماری مدرن استفاده می‌شود. آجر رستیک به دلیل ظاهر منحصربه‌فرد، در طراحی داخلی رستوران‌ها، کافی‌شاپ‌ها و ویلاها محبوب است.[۲۸]
- آجر شاموتی: آجر نسوز شاموتی از خاک رس نسوز ساخته شده و برای کاربردهای صنعتی مانند کوره‌ها و دکوراتیو مانند شومینه‌ها مناسب است. این آجر در برابر دماهای بالا (تا ۱۵۰۰ درجه سانتی‌گراد) مقاوم است.[۲۸]
- آجر لفتون: آجر لفتون یا سوراخ‌دار به دلیل وزن سبک و سوراخ‌های موجود، عایق حرارتی بهتری فراهم می‌کند و در دیوارچینی و سازه‌های باربر استفاده می‌شود.[۲۸]
- آجر دکوراتیو: آجرهای نازک با ضخامت ۲–۳ سانتی‌متر برای دیوارهای تزئینی داخلی طراحی شده‌اند و در رنگ‌ها و طرح‌های متنوع تولید می‌شوند.[۲۸]

آجر قزاقی همچنان یکی از پرکاربردترین انواع آجر در ایران است که به‌صورت سنتی و دستی تولید می‌شود. این آجر با ابعاد استاندارد ۲۰×۱۰×۵٫۵ سانتی‌متر و رنگ‌های طبیعی (قرمز، اخرایی، خاکی) در نماهای سنتی و مدرن استفاده می‌شود.

## مزایای آجر در معماری مدرن
آجر به دلیل ویژگی‌های منحصربه‌فرد، جایگاه ویژه‌ای در معماری مدرن دارد. مزایای اصلی آن شامل موارد زیر است:
- دوام و طول عمر: آجر در برابر شرایط جوی مانند باران، گرما و سرما مقاوم بوده و نیاز به نگهداری کمی دارد.
- زیبایی و انعطاف‌پذیری: تنوع رنگ و بافت آجر امکان استفاده در سبک‌های مختلف معماری، از سنتی تا صنعتی، را فراهم می‌کند.
- عایق حرارتی و صوتی: ساختار متخلخل آجر، گرما و صدا را به‌خوبی عایق‌بندی کرده و هزینه‌های انرژی را کاهش می‌دهد.
- مقاومت در برابر آتش: آجرهای نسوز مانند شاموتی برای محیط‌های با دمای بالا ایده‌آل هستند.
- پایداری زیست‌محیطی: آجر از مواد طبیعی مانند خاک رس ساخته شده و قابل بازیافت است.[۲۸]

در مقایسه با مصالحی مانند بتن یا شیشه، آجر ظاهری گرم‌تر و طبیعی‌تر ارائه می‌دهد و به دلیل تولید محلی، ردپای کربن کمتری دارد.

## تولید صنعتی آجر
تولید آجر در دوران مدرن با استفاده از فناوری‌های پیشرفته بهبود یافته است. مراحل تولید صنعتی شامل استخراج خاک رس با کیفیت، خرد کردن و مخلوط کردن آن با آب، قالب‌گیری با دستگاه‌های اکسترودر یا پرس، خشک کردن در کوره‌های صنعتی و پخت در کوره تونلی است. کوره‌های تونلی امکان پخت یکنواخت آجرها را فراهم کرده و کیفیت و مقاومت آن‌ها را افزایش می‌دهند. با این حال، روش‌های سنتی مانند تولید آجر قزاقی همچنان در برخی مناطق ایران حفظ شده‌اند.

## آجر و پایداری زیست‌محیطی
آجر به دلیل استفاده از مواد طبیعی و فرایند تولید کم‌آلاینده، یکی از مصالح پایدار در صنعت ساخت‌وساز محسوب می‌شود. تولید آجر از خاک رس محلی، نیاز به حمل‌ونقل گسترده را کاهش داده و ردپای کربن را کم می‌کند. همچنین، آجرهای قدیمی قابل بازیافت بوده و می‌توانند در پروژه‌های جدید استفاده شوند. این ویژگی‌ها آجر را به گزینه‌ای مناسب برای معماری پایدار تبدیل کرده‌اند.

## کاربرد آجر در دکوراسیون داخلی
در معماری داخلی، آجر به دلیل زیبایی و بافت منحصربه‌فرد، کاربرد گسترده‌ای یافته است. دیوارهای آجری نمایان، به‌ویژه با استفاده از آجر رستیک یا دکوراتیو، فضایی صنعتی و در عین حال گرم ایجاد می‌کنند که در خانه‌ها، کافه‌ها و دفاتر مدرن محبوب است. آجرهای نسوز شاموتی در ساخت شومینه‌ها و باربیکیوها و آجرهای سنگفرش در کف‌پوش پاسیوها و حیاط‌ها استفاده می‌شوند.

## مراکز تولید آجر در ایران
شهرهای یزد و اصفهان به دلیل دسترسی به خاک رس با کیفیت، از مراکز اصلی تولید آجر در ایران هستند. این شهرها کوره‌های سنتی و مدرن را برای تولید آجر قزاقی، نسوز و سایر انواع آجر حفظ کرده‌اند و نقش مهمی در تأمین نیازهای پروژه‌های ساختمانی در سراسر کشور دارند.